# Familie Dr. Kleist
Familie Dr. Kleist ist eine Fernsehserie mit Francis Fulton-Smith in der Titelrolle, die in 129 Episoden und neun Staffeln zwischen dem 13. April 2004 und dem 21. Januar 2020 auf dem öffentlich-rechtlichen Sender Das Erste erstausgestrahlt wurde. Zuletzt produzierte die Polyphon Film- und Fernsehgesellschaft die Serie im Auftrag der ARD-Werbung und der ARD. Die ersten fünf Staffeln mit jeweils 13 Folgen wurden im Hauptabendprogramm ausgestrahlt, seit der sechsten Staffel erfolgte die Ausstrahlung der jeweils sechzehn Folgen umfassenden Staffeln im Vorabendprogramm. Am 2. April 2020 teilte der MDR mit, dass es keine 10. Staffel mehr geben und die Serie eingestellt wird. Seit März 2025 wird die Serie im Nachmittagsprogramm des Ersten um 16:10 von Anfang an wiederholt.

## Handlung

### Staffel 1
Die Serie Familie Dr. Kleist handelt von dem Internisten Dr. Christian Kleist, seinem beruflichen Umfeld und seiner Familie. Christian arbeitet in einem Krankenhaus in Berlin und lebt dort zusammen mit seiner Frau Susanne, ebenfalls Ärztin, und den beiden gemeinsamen Kindern Lisa und Peter, genannt Piwi. Susanne kommt bei einem tragischen Autounfall ums Leben, woraufhin Christian und die Kinder von Christians Onkel Johannes nach Eisenach eingeladen werden, um Abstand zu gewinnen und die Geschehnisse zu verarbeiten. Johannes ist Apotheker gewesen, bis sein Sohn Klaus die Apotheke übernommen hat. Seinen Haushalt führt Inge März, die die beste Freundin seiner verstorbenen Frau war. Außerdem macht Inge Blaudrucke. Johannes erzählt Christian, dass es in Eisenach momentan keinen Internisten gibt, und zeigt ihm die leerstehende Praxis des ehemaligen Internisten. Schließlich entscheidet sich Christian dazu, sich in Eisenach ein neues Leben aufzubauen und die Praxis, mit Nina Wertheimer als Sprechstundenhilfe, zu übernehmen. Während sich Lisa schnell in Eisenach einlebt und in Sara, der Tochter des Bürgermeisters Erwin Baum, eine neue beste Freundin findet, leidet Piwi noch sehr unter dem Tod seiner Mutter. Nach einiger Zeit hat sich schließlich auch Piwi in seiner neuen Heimat eingelebt und in Christians Herz gibt es wieder Platz für eine Frau. Während er von der Polizistin Remanka Walter umgarnt wird, verliebt er sich in die Schuldirektorin Marlene Holstein. Marlene ist geschieden, hat einen Sohn namens Gregor und ihre beste Freundin ist Dr. Verena Klein, eine Gynäkologin die ihre Praxis direkt über Christians Praxis hat. Schließlich kommen sich Marlene und Christian beim gemeinsamen Frühsport näher und werden ein Paar. Marlenes Sohn Gregor hat Probleme, er ist drogenabhängig und wird verdächtigt, eine Tankstelle überfallen zu haben. Während er in Untersuchungshaft sitzt und auf kaltem Entzug ist, macht Lisa ein Praktikum bei seinem Anwalt und lernt ihn so kennen. Gregor geht es nicht gut und Lisa sorgt sich sehr. Schließlich bricht er im Gefängnis zusammen und wird ins Krankenhaus eingeliefert. Dank Remanka Walter stellt sich heraus, dass Gregor nichts mit dem Überfall auf die Tankstelle zu tun hat. Während Gregor seinen Entzug macht, wird er häufig von Lisa besucht. Lisa und Gregor werden sogar ein Paar, lange hält die Beziehung aber nicht, weil die beiden doch nicht zusammenpassen. Im Gegensatz dazu passt es bei Marlene und Christian sehr gut und Marlene zieht schließlich sogar bei den Kleists ein.

### Staffel 2
Mit Nora Mann als Nachfolgerin von Nina Wertheimer hat Christians Praxis eine neue Sprechstundenhilfe. Auch in der Apotheke gibt es Änderungen, nach Klaus Weggang nach Südafrika übernimmt Johannes wieder die Apotheke, tatkräftig unterstützt wird er dabei von der neuen Mitarbeiterin Ingrid Biber. Christian möchte Marlene heiraten und macht ihr einen Antrag. Marlene, der das alles zu schnell geht, schweigt sich aus und gibt Christian keine Antwort auf seinen Antrag. In seiner Praxis lernt Christian Monika Hofer und ihre Tochter Clara kennen. Abends stehen die beiden plötzlich vor Christians und Marlenes Haustür und Monika stellt sich als Marlenes Halbschwester vor. Marlene wusste bislang nichts von Monika, doch ist Marlene Monikas einzige Verwandte. Monika hat Bauchspeicheldrüsenkrebs und nicht mehr lang zu leben, was sie vorerst verheimlicht, deswegen möchte sie Clara bei den Kleists unterbringen. Als schließlich alle Bescheid wissen, stellen Christian und Marlene eine Bedingung, sie nehmen Clara nur bei sich auf, wenn Monika einen letzten Therapieversuch in den USA unternimmt. Schließlich willigt Monika ein, reist ab und Clara verbleibt bei den Kleists. Einige Zeit später erhält Marlene einen Anruf aus den USA und muss erfahren, dass Monika an einer Lungenembolie gestorben ist. Johannes und Inge wollen heiraten. Marlene wird von Christian schwanger, was beide sehr freut. Da kommt auch das Thema Hochzeit wieder auf und Christian stellt klar, dass er Marlene keinen weiteren Antrag machen wird, wenn, soll sie ihn fragen. Als Marlene von einer Schlange gebissen wird und zu sterben droht, merkt sie, wie schnell das Leben vorbei sein kann, und entscheidet sich, Christian zu heiraten, sollte sie überleben. Dadurch sehen sich Johannes und Inge gezwungen, ihre Hochzeit zu verschieben. Schließlich wird für Marlene gerade noch rechtzeitig ein Antiserum gefunden und sie überlebt. Als Marlene wieder fit ist, organisieren die Kleists eine Überraschungshochzeit für Johannes und Inge. Nachdem sich Johannes und Inge das Jawort gegeben haben, geben Marlene und Christian bekannt, dass sie die Nächsten sein werden, die heiraten.

### Staffel 3
Christian und Marlene heiraten. Kurz nach der Hochzeit platzt Marlenes Fruchtblase und sie wird ins Krankenhaus eingeliefert. Bei der Entbindung kommt es zu Komplikationen, das Baby hat Fruchtwasser eingeatmet und droht zu ersticken. Als die Kleists denken, das Schlimmste sei überstanden, erleidet das Baby, durch Keime im Fruchtwasser, eine Lungenentzündung. Doch Baby Paul ist ein Kämpfer und übersteht auch das. Lisa hat ihr Abitur in der Tasche und möchte nach Neuseeland reisen. Da Christian sich wünscht, dass sie Medizin studiert, gibt Lisa vor, nach Spanien zu reisen, um dort Medizin zu studieren. Als die Kleists Lisas Flugticket für Spanien finden, fragen sie ihre beste Freundin Sara, wo sie wirklich ist. Diese gesteht, dass Lisa zu einem Freund nach Berlin gefahren ist, mit welchem sie am nächsten Tag nach Neuseeland fliegen will. Nachdem Johannes Lisa aus Berlin zurückgeholt hat, spricht sie sich mit ihrem Vater aus und fliegt doch noch nach Neuseeland. Während Clara sich wegen Paul vernachlässigt fühlt und Marlene wieder arbeiten möchte, sind die Kleists auf der Suche nach einem Kindermädchen. Julia ist wieder in Eisenach und wird beim Klauen erwischt und schließlich von ihrem Opa Johannes auf der Polizeiwache abgeholt. Johannes erfährt, dass Julia ihr Abitur nicht geschafft hat und daraufhin auch nicht an der Musikhochschule angenommen wurde, außerdem hat sie sich mit ihrem Vater zerstritten und kommt mit dem neuen Freund ihrer Mutter nicht zurecht. Schließlich hat sie bei Freunden geschlafen und Lebensmittel und Kleidung geklaut. Julia und die Kleists entschließen sich, dass Julia bei den Kleists wohnen und als Kindermädchen arbeiten darf, außerdem möchte sie ihr Abitur an der Abendschule nachholen. Piwi hat sich in seine Mitschülerin Nele verliebt und kommt in weiterer Folge auch mit ihr zusammen. Schließlich wird Nele ungewollt von Piwi schwanger. Wenig später klagt Nele über starke Schmerzen und es stellt sich heraus, dass es sich um eine Eileiterschwangerschaft handelt, und Nele und Piwi verlieren das Baby. Daraufhin brauchen die beiden Abstand und Nele zieht zu ihrer Tante nach England, um dort ihr Abitur zu machen. Piwi zieht nach Garmisch-Partenkirchen in ein Sportinternat, um dort seine Tenniskarriere voranzutreiben. In der Praxis erfährt Christian, dass seine Sprechstundenhilfe Nora schwanger ist. Außerdem trifft er dort auf die Exfrau eines früheren Studienkollegen, Leonie Sturm. Leonie verliebt sich Hals über Kopf in Christian, was dieser nicht erwidert. Leonies Gefühle führen schließlich so weit, dass sie Christian in der Praxis Symptome vorspielt und ihn privat stalkt. Auch nach einer deutlichen Ansage von Christian lässt sie nicht locker, im Gegenteil, sie versucht einen Keil zwischen ihn und Marlene zu treiben. Schließlich erleidet Leonie vor der Kleistvilla einen Nervenzusammenbruch und kann von Inge und Marlene überredet werden, sich in psychologische Behandlung zu begeben. Lisa kommt überraschend von Neuseeland zurück, doch fühlt sie sich nicht mehr willkommen und gebraucht, sondern wie das fünfte Rad am Wagen. Doch lange dauert es nicht, bis die Kleists sie vom Gegenteil überzeugen. Auch wenn Lisa nach wie vor kein Medizinstudium anstrebt, fängt sie trotzdem in Christians Praxis als Sprechstundenhilfe an zu arbeiten. Claras Vater Justus Schinkel taucht bei den Kleists auf und möchte seine Tochter kennenlernen. Während die Kleists wenig begeistert sind, freut sich Clara über ihren Vater. Als dieser Clara zu sich holen möchte, merkt diese aber schon bei der ersten Übernachtung, dass sie zu den Kleists gehört.

### Staffel 4
Nora hat ein gesundes Mädchen, Leonie, zur Welt gebracht und arbeitet wieder in Christians Praxis. Mit Bernd Spengler hat Eisenach einen neuen Bürgermeister, an seiner Seite ist seine Frau Valerie die Verwaltungschefin des Krankenhauses in Eisenach. Mit Kardiologe Dr. Michael Sandmann gibt es auch einen neuen Arzt an der Klinik. Johannes erleidet einen schweren Herzinfarkt und braucht als Folge dessen ein neues Herz. Doch Johannes möchte seiner Familie nicht zur Last fallen und droht sich aufzugeben. Er verweigert sogar das bereits gefundene Spenderherz. Schließlich kann ihn seine Familie aber doch davon überzeugen zu kämpfen. Johannes bekommt das neue Herz und wird wieder vollständig gesund. Marlene kehrt dem Gymnasium den Rücken und übernimmt die Schulleitung an einem Internat. Christian spielt schon länger mit dem Gedanken, seine Patienten nicht nur bis zur Kliniktür zu betreuen, sondern sie auch selber zu operieren. So nimmt er einen Job als Belegarzt im Krankenhaus an. Inge übernimmt mit ihren Blaudrucken die Gestaltung eines Cafés. Als der Investor schließlich pleitegeht, soll sie das Cafe übernehmen. Nach anfänglichem Zögern, ob der Zeit, die sie investieren müsste, entschließt sie sich schließlich dazu. Lisa hilft ihr als Kellnerin aus, außerdem studiert sie Kunstgeschichte und Romanistik. Lisa und Michael werden ein Paar, sehr zum Missfallen von Christian, denn Michael ist viel älter als Lisa. Doch schließlich arrangiert sich auch Christian mit der Situation und unterstützt seine Tochter, auch als es in der Beziehung zu Michael kriselt. Dieser hatte Lisa verschwiegen, dass er noch verheiratet ist. Doch Lisa und Michael kriegen die Kurve, nachdem dieser die Scheidung eingereicht hat, und Christian und Michael werden sogar Freunde. Lisa zieht zu Michael und entscheidet sich im weiteren Verlauf, den Studiengang zu wechseln und doch Medizin zu studieren. Nachdem Michael ein Angebot für eine Gastdozentur aus Boston bekommen hat, entschließt sich Lisa für ein Auslandssemester und ihn zu begleiten. Doch es kommt anders, denn Lisa wird schwanger und Michael macht ihr einen Heiratsantrag, den sie glücklich annimmt, somit bleiben die beiden in Eisenach. Ingrid Biber übernimmt eine andere Apotheke und macht sich damit selbstständig. Bernd und Valerie trennen sich. Gregor meldet sich mal wieder bei den Kleists und schwärmt von Australien. Wenig später erhält Marlene einen Anruf, dass sich Gregor bei einem Autounfall schwer verletzt hat und im Koma liegt. Daraufhin fliegt Marlene nach Australien. Nach einigen Wochen kommt Marlene zurück und hat eine gute und eine schlechte Nachricht im Gepäck. Die gute Nachricht ist, dass es Gregor besser geht, die schlechte, dass sie sich in einen anderen Mann, Gregors Arzt Steve Brown, verliebt hat. Christian schickt Marlene zurück nach Australien, um Abstand zu gewinnen und damit sie sich überlegen kann, ob sie Steve oder ihn will. Wie auch immer sie sich entscheidet, er wird es akzeptieren. Während Marlene wieder in Australien ist, findet Christian Halt bei Valerie. Die gemeinsamen Gespräche trösten ihn, doch auch er macht einen Fehler, als es schließlich zu einem One-Night-Stand kommt. Dann kommt Marlene von Australien zurück, denn sie hat sich für Christian entschieden. Diesen plagt das schlechte Gewissen und schließlich beichtet er seinen Seitensprung. Marlene und Christian sprechen sich aus und fangen nochmal von vorne an.

### Staffel 5
Zwischen der 4. und 5. Staffel sind einige Jahre vergangen. Marlene und Johannes sind bei einem Verkehrsunfall ums Leben gekommen. Lisa und Michael sind Eltern der kleinen Rosalie geworden, welche mittlerweile in den Kindergarten geht. Paul steht inzwischen kurz vor seinem ersten Schultag.
Christian lernt Anna Schöller kennen, Rechtsanwältin und Halbschwester von Bernd Spengler. Christian stellt fest, dass Anna schwanger ist. Das Kind ist von ihrem Ex-Lebensgefährten, trotzdem möchte Anna das Kind unbedingt. Doch sie verliert es und entscheidet sich schließlich dazu, in Köln ihre Zelte abzubrechen und nach Eisenach zu ziehen. Trost findet Anna bei Christian und auch diesem tut die Zeit mit Anna gut, nachdem er seine zweite Ehefrau bei einem Verkehrsunfall verloren hatte. Schließlich kommen sich die beiden näher. Für einen kleinen Streit sorgt Bernd, der die Räume über Christians Praxis schließlich Anna für eine neue Kanzlei zur Verfügung stellt und nicht wie versprochen Christian zur Erweiterung der Praxis. Doch das ist schnell vergessen und Anna und Christian werden ein Paar. Clara ist Vegetarierin und engagiert sich für den Tierschutz. Als sie dafür eines Nachts mit Freundinnen in einen Schlachthof einsteigt, wird sie erwischt und landet auf dem Polizeirevier. Da sie Christian nicht erreicht, bittet sie Anna um Hilfe. Schließlich bittet Clara Anna, Christian vorerst nichts davon zu erzählen, was Anna in einen Gewissenskonflikt bringt. Als Christian schließlich doch die Wahrheit erfährt, ist er sauer über Claras Aktion, aber auch dass Anna ihm nichts gesagt hat. Das bringt Christians und Annas Beziehung in eine große Krise, an der sich Clara die Schuld gibt. Daher versucht sie, die beiden wieder zusammenzubringen, was ihr schließlich auch gelingt. Nach einem Wasserrohrbruch in der Kleistvilla gewährt Anna den Kleists Unterschlupf in ihrer Wohnung. Als die Kleists schließlich zurück in ihre Villa ziehen, fragen sie Anna, ob diese nicht auch dort mit einziehen möchte, was diese glücklich bejaht. Lisa studiert weiter in Erfurt und beginnt ein Praktikum im Eisenacher Krankenhaus. Dass Michael dort stellvertretender Chefarzt ist und Christian Belegbetten hat, macht es ihr nicht leichter. Außerdem muss sie das Kind, ihre Beziehung zu Michael und die Arbeit unter einen Hut bringen. Vor allem Michael bekommt zu wenig Aufmerksamkeit und leidet darunter. Als Lisa dann unerwartet die Zusage für ein Auslandssemester in Paris bekommt, weiß sie nicht, wie sie Michael davon überzeugen soll. Doch der freut sich für Lisa, nimmt spontan sechs Wochen seines angesammelten Urlaubs und begleitet Lisa mit Rosalie. Piwi kommt für ein Tennisturnier zurück nach Eisenach, doch nichts läuft wie geplant. Schon länger plagen ihn starke Rückenschmerzen und dann wird er auch noch beim Dopingtest positiv getestet. Dafür verantwortlich ist das starke Schmerzmedikament, was Piwi aber nicht wusste. Schließlich drängt ihn seine Familie, sich wegen seiner Rückenschmerzen untersuchen zu lassen. Dabei wird festgestellt, dass Piwi einen Tumor hat, welcher auf sein Rückenmark drückt und sofort operiert werden muss. Doch Piwi hat Angst vor der Operation beziehungsweise der Gefahr, im Rollstuhl zu landen, und weigert sich vorerst, sich operieren zu lassen. Schließlich redet seine Familie so lange auf ihn ein, bis er sich doch operieren lässt. Die OP ist zwar gut verlaufen, doch stellte sich dabei heraus, dass Piwi aufgrund eines instabilen Wirbelbogens seine Tenniskarriere beenden muss. Damit der ohnehin verzweifelte Piwi sich nicht ganz aufgibt, verschweigen Christian und Michael ihm diese Tatsache aber vorerst. Schließlich erfährt Piwi von seinem Tennistrainer, wie es um seine Gesundheit und seine Karriere bestellt ist. Piwi fällt in ein tiefes Loch und zerstreitet sich mit seinem Vater. Erst als Paul in Lebensgefahr gerät und Piwi nicht ganz unschuldig daran ist, wacht er auf und beginnt sein Leben umzukrempeln. Im Schwimmbad trifft Piwi auf seine ehemalige Mitschülerin Anke und verliebt sich spontan. Anke erwidert die Liebe und die beiden werden ein Paar. Piwi überlegt, wie es für ihn beruflich weitergehen soll, und er überlegt, IT-Kaufmann zu werden. Christian und Lisa sind skeptisch, ob ein Job im stillen Kämmerchen das Richtige für Piwi ist, liebt er doch eigentlich den Umgang mit Menschen. Schließlich entscheidet Piwi sich dazu, Physiotherapeut zu werden. Außerdem ziehen Piwi und Anke zusammen. Inge hat eine neue Bekanntschaft im Internat gemacht, ihr unbekannter Chatpartner ist ihr sehr sympathisch. Als sie sich mit ihm trifft, stellt sich heraus, dass es kein Geringerer ist als Bürgermeister Bernd Spengler.

### Staffel 6
Zwischen der 5. und 6. Staffel ist einige Zeit vergangen. Lisa, Michael und Rosalie sind aus Paris zurückgekehrt. Clara hat mit ihren Freundinnen Lauri und Sabrina die Band ‚Pink Slip‘ gegründet. Piwi hat seine Ausbildung zum Physiotherapeuten erfolgreich abgeschlossen. Inge und Bernd sind mittlerweile ein Paar und befinden sich auf einer längeren Reise in Marokko.
Nachdem Christian eine Patientin durch ein Aneurysma verloren hat, weil er für sie keinen rechtzeitigen MRT-Termin zur Bestätigung des Verdachts bekommen hat, hadert er mit der Situation. Der letzte Eisenacher Radiologe ist in Rente gegangen und die einzige Radiologie ist die in der Klinik, über die er aber aufgrund von Sparmaßnahmen nicht mehr wie bisher verfügen kann. Daher entschließt sich Christian, seine Praxis zu vergrößern. Er möchte eine Praxisgemeinschaft gründen, er als Internist, Michael als Kardiologe, Lisa als Gynäkologin und Piwi als Physiotherapeut. Außerdem soll die Praxis eine eigene Radiologie mitsamt Radiologen bekommen. Das Projekt Gemeinschaftspraxis ist sehr teuer und so muss Christian Kredite aufnehmen und schließlich sogar seine Villa belasten. Michael wird Chefarzt in der Eisenacher Klinik und entscheidet sich gegen den Einstieg in die Gemeinschaftspraxis. Schließlich wird mit Dr. Timotheus „Timo“ von Hatzfeld ein Radiologe gefunden. Nora weiß als einzige Assistentin für die Gemeinschaftspraxis bald nicht mehr, wo ihr der Kopf steht, und droht mit Kündigung, sollte sie nicht bald Unterstützung bekommen. Zunächst findet sich mit Susi eine Teilzeitkraft als Unterstützung für Nora und wenig später mit Edeltraud auch noch eine Vollzeitkraft. Anna hat ebenfalls mit finanziellen Problemen zu kämpfen, denn ihr Hauptklient ist Insolvent und ihre letzten Honorare sind nicht gezahlt worden. In ihrer Not wendet Anna sich an ihren ehemaligen Mentor und bemüht sich um eine Stelle als Pflichtverteidigerin am Landgericht. Um die finanzielle Lage zu verbessern, beginnt Christian nebenberuflich am Krankenhaus als Notarzt zu arbeiten. Schließlich setzten ihm die finanzielle Lage und die privaten Probleme so sehr zu, dass er anfängt Tabletten zu nehmen. Als er merkt, dass er eine Sucht entwickelt hat, sucht er Hilfe bei seiner Familie, bei Michael, Lisa und Piwi. Anna, die zu dem Zeitpunkt in München ist, lässt er außen vor. Christian beschließt, einen kalten Entzug zu machen. Als Anna zufällig von Christians Tablettensucht erfährt, ist sie außer sich, dass er das vor ihr verheimlicht hat. Nach einem klärenden Gespräch trennen sich Anna und Christian freundschaftlich. Ein erneuter Schlag trifft die Gemeinschaftspraxis, als herauskommt, dass Timo die Zulassung als Kinderradiologe fehlt. Mit einem Logbuch kann Timo zumindest beweisen, dass er die nötigen Qualifikationen hat. Damals hat sein ehemaliger Mentor seine Forschungsergebnisse geklaut, ist ihn erfolgreich losgeworden und hat dafür gesorgt, dass er die Zulassung nicht bekommt. Schließlich ist es Michael, der einen Zeugen findet und dafür sorgt, dass Timo seine Zulassung bekommt. Lisa und Michael haben geheiratet, doch viel Zeit füreinander bleibt den beiden nicht, denn Michael fordert sein neuer Job als Chefarzt und Lisa ihr neuer Job in der Gemeinschaftspraxis. Timo hat sich in Lisa verliebt und versucht, sie für sich zu gewinnen, und es dauert nicht lange, bis Lisa beginnt sich auf Timo einzulassen. Die beiden landen gemeinsam im Bett. Lisa bereut ihren Seitensprung und wird vom schlechten Gewissen geplagt, schließlich entscheidet sie sich dazu, Michael die Wahrheit zu erzählen. Dieser ist sehr enttäuscht und wendet sich von ihr ab, er möchte die Scheidung. Nach einem klärenden Gespräch raufen sich die beiden doch wieder zusammen. Piwi macht Anke einen Heiratsantrag, welchen diese zunächst ablehnt, da sie sich zum Familienleben, zu Hochzeit und Kindern noch nicht bereit fühlt. Außerdem hat Anke eine Trainee-Stelle in einem Hotel in Singapur angeboten bekommen, welche sie annehmen möchte. Piwi akzeptiert die Ablehnung seines Antrags und entscheidet sich dazu, mit Anke nach Singapur zu gehen und dort Fortbildungen in traditioneller chinesischer Medizin zu machen. Ihm ist in erster Linie nicht seine Arbeit wichtig, sondern seine Freundin Anke. Anke indes fühlt sich von Piwi eingeengt und findet nicht gut, dass er die Praxisgemeinschaft im Stich lässt und vorübergehend verlassen will. Schlussendlich bleibt Piwi in Eisenach und der Gemeinschaftspraxis und Anke geht alleine nach Singapur. Nachdem Piwi mehrere Tage nichts von Anke gehört hat und sie auch nicht erreichen kann, beschließt er außer sich vor Sorge, nach Singapur zu fliegen. Als Piwi gerade auf dem Weg zum Flughafen ist, erreicht ihn doch noch ein Anruf von Anke. Sie ist schwanger und war im Krankenhaus und ist nun auf dem Weg zurück nach Eisenach. Bei Anke setzten frühzeitig die Wehen ein und das Baby muss in einer Notoperation per Kaiserschnitt zur Welt gebracht werden und für die nächste Zeit in einen Inkubator. Das Baby kommt durch und wird Benjamin „Ben“ genannt. Clara hat sich heimlich tätowieren lassen und sie hatte einen One-Night-Stand mit Yannick, von dem sie befürchtet schwanger zu sein. Diese Tatsachen führen zum Streit mit Christian, doch schließlich stellt sich heraus, dass Clara nicht schwanger ist, und die beiden vertragen sich wieder. Außerdem bekommt Claras Band ein Angebot für einen Plattenvertrag. Doch dies hat einen Haken, der Produzent will nur sie und Sabrina, Lauri aber nicht. Die Band entscheidet sich für Lauri und gegen den Plattenvertrag. Clara und Sabrina kommen sich näher und es kommt zu einem Kuss. Während sich Clara unsicher ist über ihre Gefühle und die Frage, ob sie lesbisch ist, trifft sie sich mit ihrem One-Night-Stand Yannick. Dabei wird sie zufällig von Sabrina beobachtet, die sich traurig von ihr abwendet. Auch Clara und Yannick bleiben nur Freunde. Paul wird in der Schule gemobbt. Schließlich lädt er einen Pornofilm runter und schickt diesen an ein paar Mitschüler, um damit Eindruck zu schinden und Anschluss zu finden. Doch der Plan geht nach hinten los, denn schließlich weiß die ganze Klasse davon und sein Ruf ist endgültig ruiniert. Außerdem müssen für den illegalen Download 2000 € gezahlt werden. Clara hat eine zündende Idee und die ganze Familie hilft, mit einem Flohmarkt das Geld für Paul zu erwirtschaften. Schließlich hat auch Christian einen Rat, mit dem Paul dem Mobbing entkommen kann, er soll die Hänseleien einfach an sich abperlen lassen. Inge und Bernd kommen von Marokko nach Hause und Inge hat eine schwere Lungenentzündung im Gepäck. Während der Untersuchung wird festgestellt, dass Inge nicht nur eine Lungenentzündung, sondern auch eine schwere Allergie mit Asthma hat. Das zwingt sie schließlich, vorerst nach Marokko zurückzukehren. Bernd begleitet sie.

### Staffel 7
Zwischen der 6. und 7. Staffel ist einiges passiert. Lisa und Michael haben sich getrennt und Lisa ist mit Rosalie nach Paris gezogen. Michael ist ebenfalls aus der Villa ausgezogen, aber in Eisenach geblieben. Piwi, Anke und Ben sind in die Villa gezogen. Inge und Bernd sind aus Marokko zurück und in die Nachbarschaft der Villa gezogen. Clara und Yannick sind inzwischen ein Paar.
Christian hat auf einem Kongress in Weimar eine Kollegin kennengelernt, mit der er schließlich dort eine Nacht verbracht hat. Außerdem ist Christian auf der Suche nach einer neuen Gynäkologin als Nachfolge für Lisa, da empfiehlt Michael ihm eine frühere Kommilitonin. Als Christian diese zum Vorstellungsgespräch einlädt, stellt sich heraus, dass es die Frau ist, mit der er die Nacht in Weimar verbracht hat, Tanja Ewald. Schnell werden sich Christian und Tanja einig und sie tritt die Nachfolge von Lisa an. Zusätzlich beschließen beide, die Nacht in Weimar zu vergessen und nur Arbeitskollegen zu sein. Doch das geht nicht lange gut und die beiden werden schließlich doch ein Paar. Tanja hat die Pendelei zwischen Weimar und Eisenach satt und möchte nach Eisenach ziehen. Dort sucht sie eine eigene Wohnung, was Christian widerstrebt, weil er gerne hätte, dass sie in die Villa einzieht, Tanja geht das jedoch zu schnell. Schließlich zieht Tanja in die Villa, aber ausdrücklich nur vorübergehend. Tanjas Tochter Charlotte „Lotte“ wohnt vorübergehend bei einer Freundin in Weimar, damit sie dort das Schuljahr beenden kann. Doch als die Mutter der Freundin einen Job in Bayern annimmt, muss sich Lotte was Neues suchen. Sie entschließt sich, zu ihrem Vater Holger und ihrer Schwester Luisa nach Berlin zu ziehen, doch deren Wohnung ist zu klein. Bis die Wohnung in Eisenach fertig ist, muss Lotte zu ihrem Missfallen ebenfalls in die Villa ziehen, Tanja und Christian im Gegensatz freuen sich darüber. Lotte fällt das Eingewöhnen in das neue Familienleben schwer und sie eckt mit Clara und Paul an, doch in Bernd findet sie einen guten Freund und Zuhörer. Schließlich kann Piwi, der einst selber ungewollt nach Eisenach gekommen ist, Lotte von ihrer neuen Heimat überzeugen. Gemeinsam entscheiden Tanja und Lotte, nicht in die neue Wohnung zu ziehen, sondern in der Villa zu bleiben. Timo bekommt ein Angebot von der Eisenacher Klinik, dort als Chefarzt der Radiologie anzufangen, doch er entscheidet sich dagegen und bleibt in der Praxis. Nach einer Reparatur am MRT verlangt der Monteur fast doppelt so viel Geld wie vorher veranschlagt. Christian versucht mit dem Monteur zu reden und bietet an, die Hälfte sofort und den Rest in Raten zu zahlen, doch der Monteur will den kompletten Betrag sofort, sonst werden die Ersatzteile des MRT wieder ausgebaut. Als der Monteur dann selber auf das MRT angewiesen ist und merkt, wie wichtig das ist, kommt er Christian doch noch entgegen. Clara studiert inzwischen in Erfurt Musikpädagogik, allerdings macht ihr das keinen Spaß und sie schwänzt häufig. Eines Tages erhält sie einen Brief von ihrem Vater Justus und einen Dauerauftrag mit monatlichem Geld für ihre Ausbildung/Studium. Zuerst möchte Clara nichts von ihrem Vater wissen, nimmt aber das Geld an und gibt es für alles Mögliche aus, nur nicht für die Uni. Schließlich nimmt sie doch Kontakt auf und Justus lädt sie ein, ihn in Kanada zu besuchen, was Clara dann auch tut. Nach einiger Zeit kommt Clara, für einen Ausbildungsplatz als Pferdewirtin, zurück nach Eisenach. Doch dann besorgt ihr Justus einen noch besseren Platz in Warendorf. Schweren Herzens entschließt sich Clara, diese Lehrstelle anzunehmen und die Villa zu verlassen und nach Warendorf zu ziehen. Piwi wollte Ben impfen lassen, doch da Anke und Piwi keine gemeinsame Sorgerechtserklärung abgegeben haben, wurde die Impfung verweigert. Nachdem beide den Plan gefasst haben, zum Jugendamt zu gehen und eine gemeinsame Sorgerechtserklärung abzugeben, hat Anke eine andere Idee. Anke macht Piwi einen Heiratsantrag, den dieser freudig annimmt. Schließlich gehen die beiden nicht zum Jugendamt, sondern zum Standesamt und heiraten.

### Staffel 8
Nachdem Susi und Edeltraud die Praxis aus nicht näher genannten Gründen verlassen haben, wird eine neue Sprechstundenhilfe gesucht. Schließlich wird Jan Dreves eingestellt, der nicht nur medizinischer Fachangestellter ist, sondern auch eine fast abgeschlossene Ausbildung zum Rettungssanitäter hat. Piwi verlässt die Praxisgemeinschaft und zieht mit Anke und Ben in die Schweiz, da Anke dort eine bessere Stelle gefunden und auch Piwi dort einen neuen Job gefunden hat. Da Lisa kurz vor einem Auslandsaufenthalt steht, wohnt Rosalie nun wieder bei Michael in Eisenach und soll dort auch eine weiterführende Schule besuchen. Nach dem Weggang von Piwi, Anke und Ben ziehen Michael und Rosalie, auf Rosalies Wunsch hin, wieder in die Villa in ihre alte Wohnung. In der Praxis überlegt man, was mit Piwis Raum geschehen soll. Während Christian einen neuen Physiotherapeuten suchen möchte, möchte Tanja ergänzend zu ihrer Arbeit eine Hebamme einstellen und Timo möchte die Radiologie erweitern. Doch keiner kann die Kollegen so richtig überzeugen, bis Nora vorschlägt, eine Laborärztin einzustellen, da ein Labor in Eisenach geschlossen hat und man neuerdings ewig auf Blutergebnisse wartet oder sogar hinterhertelefonieren muss. Schließlich wird die Laborärztin Dr. Yasmin Wolf eingestellt. Lotte möchte die Schule nach der mittleren Reife abbrechen und eine Ausbildung machen, sie hat allerdings noch keine Idee, wozu. Ein Eignungstest ergibt schließlich, dass Lotte medizinische Fachangestellte werden soll, daher bewirbt sie sich in der Gemeinschaftspraxis für eine Ausbildung. Dort ist man skeptisch, ob Mutter und Tochter so nah zusammenarbeiten sollten. Schließlich bietet man Lotte als Kompromiss erstmal einen Praktikumsplatz an. In der Praxis entwickelt Lotte großes Interesse für Labormedizin, da man dafür aber Medizin studieren muss und das Abitur braucht, entschließt sich Lotte doch, die Schule fertig zu machen. Clara verkündet, dass sie nach ihrer Ausbildung zur Pferdewirtin Tiermedizin studieren möchte. Nachdem Bernd von einem Bekannten erfahren hat, dass dieser nach längerer Krankheit seinen Job verloren hat, entwickelt er die Idee, Menschen in Not helfen zu wollen. Er möchte Menschen, die ihre Arbeit verloren haben oder keine Krankenkasse haben oder Hilfe bei Behördengängen brauchen oder Ähnlichem, Hilfe und Perspektiven bieten und gründet mit Inge den ‚Treffpunkt Eisenach‘. Tanjas Approbation ist in Gefahr, denn sie wurde wegen einer angeblichen Beratung zum Thema Schwangerschaftsabbruch angezeigt. Die Staatsanwaltschaft ermittelt und die Polizei durchsucht die Praxis und findet Broschüren zum Thema, von denen sich keiner erklären kann, wie diese in die Praxis gekommen sind. Schließlich wird das Verfahren eingestellt und Tanja behält ihre Approbation, doch dann wird die Internetseite der Praxis gehackt und enthält plötzlich ein großes Banner, dass man jetzt auch Beratungen zu Schwangerschaftsabbrüchen durchführt. Das gefährdet nicht nur Tanjas, sondern auch Christians, Timos und Yasmins Approbation. Wer der Übeltäter ist, ist allen klar; es ist der Anführer einer Sekte und Ehemann einer Patientin Tanjas. Er ist sauer, weil seine Frau ihn und die Sekte, mitsamt seiner Tochter, verlassen hat. Tanja hatte der Frau, die das zweite Kind abtreiben wollte, lediglich an die offiziellen Stellen verwiesen und ihr geraten, sich Zeit zu lassen und sich gut zu überlegen, was sie tut. Als Paul und Piwi zur Zentrale der Sekte fahren, um zu beweisen, dass die Internetseite von der IP-Adresse des Anführers gehackt wurde, werden sie von diesem beobachtet. Schließlich schnappt er sich Pauls Handy und zertritt es. Als er sich auch Piwis Handy schnappen will, kann dieser das verhindern. Daraufhin bedroht er Paul und Piwi mit einer Harke, doch Christian und die Polizei können in letzter Sekunde Schlimmeres verhindern. Da Piwi die ganze Zeit über gefilmt hat, wird der Sektenanführer wegen Sachbeschädigung und versuchter Körperverletzung verhaftet und die Praxis und die Approbationen der vier Ärzte sind gerettet. Jan kündigt an die Praxis zu verlassen, da er seine Ausbildung zum Rettungsassistenten beenden will und einen entsprechenden Ausbildungsplatz gefunden hat. Außerdem macht Christian Tanja einen Heiratsantrag, den diese freudig annimmt.

### Staffel 9
Neben Jan hat auch Dr. Yasmin Wolf die Praxis verlassen, allerdings unbegründet. Neu eingestellt worden sind der medizinische Fachangestellte Mark Kirchner und die werdende Allgemeinmedizinerin Dr. Carolin Thelen. Lotte hat inzwischen einen Freund, Lennard „Lenny“ Krause. Tanja hat auch ihre ältere Tochter Luisa zur Hochzeit eingeladen, doch aufgrund des angespannten Verhältnisses zwischen den beiden möchte diese eigentlich nicht kommen. Schließlich ist es Christian, der Luisa überreden kann, doch nach Eisenach zu kommen. Tanja hat ihren Töchtern nie den wahren Grund für die Scheidung vom Vater erzählt, um ihn nicht in schlechtes Licht zu rücken, doch als Luisa ihr vorwirft, die Familie zerstört zu haben, erzählt sie doch die Wahrheit. Ihr Ex-Mann ist fremdgegangen und nicht nur einmal. Auch Clara und Piwi sind zu Tanjas und Christians Hochzeit zurück nach Eisenach gekommen. Während die Familie bereits auf dem Standesamt wartet, werden Christian und Tanja beide von Notfällen aufgehalten und treffen sich schließlich im Krankenhaus. Dort ziehen sich beide um und eilen zum Standesamt, doch sie kommen zu spät, die Standesbeamtin konnte nicht mehr länger warten, denn sie musste zu einer anderen Hochzeit. Die Familie ist sich schnell einig, dass ein Trauschein doch eigentlich nichts ändert und sie bereits eine Familie sind. Tanja und Christian tauschen trotzdem Ringe und fahren in die Flitterwochen nach Venedig. Nach einer Woche sind nicht nur Tanja und Christian zurück, sondern auch Luisa, denn sie möchte in Eisenach bei ihrer Mutter bleiben. Luisa hatte in Berlin in einem Kindergarten ein FSJ gemacht, dort hat sie gekündigt. Nun möchte sie das FSJ im Eisenacher Krankenhaus fortsetzen und bekommt schließlich von Michael die entsprechende Stelle. Im Krankenhaus hat Michael Miriam Reichardt und ihren sechsjährigen Sohn Finn kennengelernt. Miriam leidet an einer Bluterkrankung und braucht dringend eine Stammzellenspende, zusammen mit Luisa organisiert Michael eine Typisierung und kann schließlich sogar einen passenden Spender finden. Da Miriam niemanden hat, der sich um Finn kümmern kann, bietet Michael an, sich um ihn zu kümmern. Schließlich zieht Finn vorübergehend in die Villa. Nach der erfolgreichen Stammzellenspende muss Miriam in eine mehrmonatige Reha und Michael möchte sich weiter um Finn kümmern, doch als alleinerziehender, voll arbeitender Vater kann er keine Pflegschaft beantragen. Schließlich kann Michael Christian und Tanja überzeugen, dies zu tun. Bald stellt sich heraus, dass Finn mehr Fürsorge als gedacht und damit eine feste Bezugsperson braucht, so entschließt sich Tanja, nur noch halbtags arbeiten zu gehen und mehr für Finn da zu sein. Nachdem Lenny mehr Augen für andere Frauen als Lotte hat, trennt sie sich von ihm. Als Rosalie zusammengebrochen ist, ist es Finn, der sie findet und Inge und Bernd Bescheid sagt. Im Krankenhaus stellt sich heraus, dass Rosalie Diabetes hat. Piwi kommt seine Familie in Eisenach besuchen, um ihnen mitzuteilen, dass er sich von Anke getrennt hat, weil er sich in einen Mann verliebt hat. Piwi weiß eigentlich schon immer, dass er schwul ist, wollte sich das aber lange nicht eingestehen. Nun möchte er sich aber nicht mehr verstecken und zu dem stehen, was er ist. Auch Anke ist nach Eisenach gekommen, um für ihre Ehe mit Piwi zu kämpfen, doch der weist sie zurück. Anke ist schwer enttäuscht und droht Piwi, ihm den gemeinsamen Sohn wegzunehmen. Dann versuchen die Kleists auf Anke und Piwi einzureden und die beiden sprechen sich endlich aus. Sie werden sich weiterhin beide um Ben kümmern. Miriam ist aus der Reha zurück und holt ihren Sohn Finn ab. Tanja vermisst Finn und denkt darüber nach, mit Christian noch ein Kind zu bekommen, doch Christian möchte kein Kind mehr. Schließlich ist das auch für Tanja in Ordnung. Tanja bekommt eine Doktorandenstelle in Tübingen angeboten, so könnte sie wieder in der Forschung arbeiten und ihren Doktortitel machen, doch dafür könnte sie vier Tage in der Woche nicht bei ihrer Familie sein. Nachdem Tanja mit ihrer Familie gesprochen hat, entscheidet sie sich, die Doktorandenstelle anzunehmen. Piwi ist mit seinem Freund Urs zu Besuch in Eisenach und auch Anke und Ben stehen plötzlich vor der Tür. Während sich Urs und Ben auf Anhieb gut verstehen, fällt es Anke schwerer, Urs in Bens und ihr Leben zu lassen. Miriam kommt mit Finn zu Besuch, darüber freut sich ganz besonders Michael, der schon lange in Miriam verliebt ist, schließlich treffen sie sich zu einem Date. Carolin und Timo haben nach einigem Hin und Her auch zueinander gefunden und sind nun ein Paar.

## Hauptcharaktere

### Dr. Christian Kleist
Christian Kleist ist Internist aus Berlin. Aus der Ehe mit seiner ersten Frau Susanne gehen die Kinder Lisa und Piwi hervor. Nach dem Unfalltod seiner Frau zieht er zu seinem Onkel Johannes nach Eisenach, wo er Marlene Holstein kennenlernt und heiratet. Mit ihr bekommt er den gemeinsamen Sohn Paul und adoptiert Marlenes Nichte Clara, bevor Marlene bei einem Autounfall stirbt. Drei Jahre nach deren Tod lernt er Anna Schöller kennen und lieben. Lisa macht ihn zum Großvater der kleinen Rosalie, im späteren Verlauf wird er durch seinen Sohn Piwi auch Großvater des Ben. Der Tod einer Patientin veranlasst ihn, mit seinen Kindern Lisa und Piwi eine moderne Gemeinschaftspraxis zu eröffnen. Von finanziellen Sorgen getrieben und durch Überarbeitung wird er vorübergehend medikamentenabhängig. Seine Beziehung zu Anna scheitert. Auf einem Ärztekongress beginnt er eine Affäre mit der Gynäkologin Tanja Ewald, die kurz darauf in seiner Gemeinschaftspraxis anfängt und bei ihm einzieht.

### Dr. Lisa Kleist
Die zu Serienbeginn etwa 16-jährige Tochter Lisa von Susanne und Christian Kleist gewöhnt sich schnell in Eisenach ein, verliebt sich unter anderem kurzzeitig in Marlenes Sohn Gregor. Später studiert sie Medizin. In der vierten Staffel lernt sie Christians Kollegen Dr. Michael Sandmann kennen und lieben. Mit ihm hat sie die gemeinsame Tochter Rosalie. Nach deren Geburt beginnt sie ihre Famulatur in der Klinik, in der auch ihr Lebensgefährte arbeitet. In der sechsten Staffel heiratet sie Dr. Michael Sandmann und wird als Gynäkologin Teilhaberin der Gemeinschaftspraxis ihres Vaters. Sie lässt sich auf eine Affäre mit ihrem Kollegen von Hatzfeld ein, was ihre Ehe schwer belastet. Lisa verlässt schließlich die Praxisgemeinschaft und ihren Mann und zieht nach Paris.

### Peter „Piwi“ Kleist
Peter „Piwi“ ist der zu Serienbeginn etwa zehnjährige Sohn von Susanne und Christian Kleist. Zunächst fällt es ihm schwer, den Tod seiner Mutter zu überwinden. Er beginnt sich für den Tennissport zu interessieren. Nachdem er im Teenageralter kurzzeitig eine Beziehung zu der gleichaltrigen Nele hat, die nach einer Fehlgeburt endet, wechselt er auf ein Sportinternat. Nach einigen Jahren kehrt er zu Beginn der fünften Staffel als Profitennisspieler zurück. Ein Tumor, der auf die Nerven im Rückenmark drückt, beendet seine Tenniskarriere. Im Schwimmbad trifft er seine frühere Mitschülerin Anke Stoll wieder, die beiden werden ein Paar, und er zieht am Ende der fünften Staffel mit ihr zusammen. Als Physiotherapeut wird er Teilhaber in der Gemeinschaftspraxis seines Vaters. Am Ende der sechsten Staffel werden er und seine Lebensgefährtin Anke Eltern eines kleinen Jungen namens Ben. Anke und Piwi heiraten am Ende der siebten Staffel, zu Beginn der achten Staffel zieht das Paar in die Schweiz, wo sich für Anke neue berufliche Perspektiven ergeben haben. Mitte der neunten Staffel kehrt Piwi allein zurück. Er hat sich von Anke getrennt und bekennt sich zu seiner Homosexualität.

### Johannes Kleist
Johannes ist der Onkel von Christian und der Vater von Klaus, dessen Apotheke er nach der ersten Staffel übernimmt. Zu Beginn der Serie ist er Witwer und überredet Christian nach dem Tod seiner ersten Frau, nach Eisenach zu ziehen. Ende der zweiten Staffel heiratet er Inge März und übersteht zu Beginn der vierten Staffel eine Herzoperation. Er stirbt zwischen der vierten und fünften Staffel bei einem Autounfall mit Marlene Kleist.

### Inge Kleist,geb. März
Inge ist eine gute Freundin von Johannes’ verstorbener Frau. Sie hilft Johannes und später der gesamten Familie Kleist im Haushalt, verliebt sich in Johannes und heiratet ihn in der letzten Folge der zweiten Staffel. Sie ist zunächst eine freischaffende Künstlerin und führt in der vierten und fünften Staffel ein Café. Zwischen der fünften und sechsten Staffel verliebt sie sich in Bernd Spengler und sie machen eine Weltreise. Aufgrund einer plötzlich auftretenden schweren Allergie zieht sie mit Bernd Spengler vorübergehend aus Eisenach weg. Nach ihrer Genesung und Rückkehr beziehen Inge und Bernd ein Haus in der Nachbarschaft der Kleists.

### Marlene Kleist,geb. Holstein
Marlene ist Direktorin an einem Eisenacher Gymnasium. Sie lernt Christian kennen und lieben, nachdem sie ihm einen Parkplatz weggenommen hat. Sie zieht am Ende der ersten Staffel zu ihm und heiratet ihn zu Beginn der dritten Staffel. Mit Christian bekommt sie den gemeinsamen Sohn Paul. Aus einer früheren Beziehung stammt der zu Serienbeginn etwa 20-jährige Gregor, der später nach Australien auswandert. Marlene stirbt zwischen der vierten und fünften Staffel bei einem Autounfall mit Johannes Kleist.

### Nora Mann
Nora Mann ist, ab der zweiten Staffel, die Sprechstundenhilfe von Dr. Christian Kleist. Sie ist die Nachfolgerin von Nina Wertheimer. Als Christian in Staffel 6 die Praxisgemeinschaft gründet, bleibt sie ihm erhalten. Außerdem bekommt sie Unterstützung von Susi und Edeltraud (Staffel 6 und 7), Jan (Staffel 8) und Mark (Staffel 9). Noras Eltern heißen Sabine Mann und Friedrich Mattes. Sie ist mit Markus Mann verheiratet und hat mit ihm eine Tochter Leonie.

### Clara Kleistvormals Hofer
Clara ist die Nichte von Marlene, die von deren Schwester Monika bei den Kleists untergebracht wird, da Monika krankheitsbedingt nicht mehr lange zu leben hat. Nach dem Tod ihrer Mutter bleibt Clara bei Marlene und Christian, obwohl ihr leiblicher Vater noch am Leben ist. Marlene und Christian adoptieren Clara und sie wächst bei den beiden, nach Marlenes Tod bei Christian auf. In der sechsten Staffel spielt sie gemeinsam mit ihren Freundinnen Lauri und Sabrina in der Band Pink Slip. Sie ist mit ihrem Mitschüler Yannick zusammen, fühlt sich aber zeitweise auch zu Sabrina hingezogen. Als ihr leiblicher Vater Justus nach Jahren wieder Kontakt zu ihr aufnimmt, entschließt sie sich, ihn in Kanada zu besuchen. Nach ihrer Rückkehr aus Kanada beginnt sie eine Ausbildung zur Pferdewirtin auf einem Gestüt in Warendorf und beschließt, Veterinärmedizin zu studieren.

### Paul Kleist
Paul ist der Sohn von Marlene und Christian, der zu Beginn der dritten Staffel geboren wird. Nach Marlenes Tod lebt er bei seinem Vater. Er ist hochintelligent, leidet in der Schule allerdings zeitweise unter Mobbing. Auch mit Tanjas Tochter Lotte kommt es anfangs zu Konflikten.

### Dr. Michael Georg Friedrich Sandmann-Kleist,geb. Sandmann
Michael ist Kardiologe. Er verliebt sich in die wesentlich jüngere Lisa und verlässt ihretwegen seine Familie. Mit ihr hat er die zwischen der vierten und fünften Staffel geborene gemeinsame Tochter Rosalie. In der sechsten Staffel heiratet er Dr. Lisa Kleist und wird zum Chefarzt befördert. Seine Ehe mit Lisa scheitert. Lisa zieht mit der gemeinsamen Tochter nach Paris, später lebt Rosalie wieder bei ihm.

### Bernd Spengler
Bernd Spengler wird zu Beginn der vierten Staffel, als Nachfolger von Erwin Baum, Bürgermeister von Eisenach. Als Hypochonder taucht er regelmäßig in Christians Praxis auf. Er war verheiratet mit Valerie, die gegen Ende der vierten Staffel eine kurze Affäre mit Christian hat. Zu Beginn der fünften Staffel überredet er seine Halbschwester Anna Schöller, sich als Anwältin in Eisenach niederzulassen. Zwischen der fünften und sechsten Staffel verliebt er sich in Inge Kleist und sie machen eine Weltreise. Als Inge Eisenach aus gesundheitlichen Gründen verlassen muss, zieht er mit ihr vorübergehend fort. Einige Zeit nach seiner Rückkehr baut er mit dem Treffpunkt Eisenach eine ehrenamtliche soziale Begegnungsstätte in der Stadt auf.

### Anna Schöller
Anna Schöller ist Anwältin und die Halbschwester des Eisenacher Bürgermeisters Bernd Spengler. Sie wohnt zunächst in Köln, zieht aber nach dem Scheitern ihrer Beziehung mit einem verheirateten Mann und einer Fehlgeburt auf Drängen ihres Bruders nach Eisenach, wo sie sich in den zweifachen Witwer Christian Kleist verliebt. Am Ende der fünften Staffel beschließt sie, zu Christian zu ziehen. In der 6. Staffel haben Anna und Christian sich überworfen und ihre Beziehung beendet. Daraufhin verlässt Anna die Kleist-Villa und zieht nach München.

### Anke Stoll
Anke Stoll ist die Tochter von Erika und Dieter. Im Schwimmbad trifft sie ihren früheren Mitschüler Piwi Kleist wieder, die beiden werden ein Paar, und sie zieht am Ende der fünften Staffel mit ihm zusammen. Für eine Trainee-Stelle geht Anke vorübergehend nach Singapur. Als sie feststellt, dass sie von Piwi schwanger ist, kommt sie zurück nach Eisenach, dort wird Sohn Ben geboren. Anke und Piwi heiraten am Ende der siebten Staffel, zu Beginn der achten Staffel zieht das Paar in die Schweiz, wo sich für Anke neue berufliche Perspektiven ergeben haben.

### Dr. Timotheus „Timo“ von Hatzfeld
Timotheus „Timo“ von Hatzfeld ist ab Beginn der sechsten Staffel als Radiologe in der Gemeinschaftspraxis der Kleists tätig. Dort lernt er Lisa Kleist kennen. Beide kommen sich näher und haben kurzzeitig eine Affäre. Michael Sandmann findet heraus, dass von Hatzfeld, obwohl ein hervorragender Radiologe, während einer früheren Anstellung in einen Medizinskandal verwickelt war und bei den Kleists ohne Zulassung als Kinderradiologe praktiziert hat. Die Angelegenheit stellt sich als Intrige seines früheren Mentors heraus und von Hatzfeld erhält letztlich seine Zulassung. Mit Beginn der achten Staffel wird er Partner in der Gemeinschaftspraxis.

### Tanja Ewald
Tanja Ewald ist Fachärztin für Gynäkologie. Sie ist geschieden, ihre ältere Tochter Luisa lebt bei ihrem Ex-Mann Holger in Berlin, zieht aber in Staffel 9 zur Familie Kleist nach Eisenach. Die jüngere Tochter Lotte lebt bei ihr in Weimar. Auf einem Ärztekongress in Weimar lernt sie Christian Kleist kennen und übernimmt kurz darauf den vakanten Posten der Gynäkologin in Kleists Gemeinschaftspraxis. Christian und Tanja werden ein Paar, sie zieht mit Charlotte bei Christian ein.

### Charlotte „Lotte“ Ewald
Charlotte „Lotte“ ist die zunächst 14-jährige Tochter von Tanja. Nach anfänglichen Reibereien versteht sie sich bald gut mit Christians Sohn Paul. Bernd wird ihr schnell ein Vertrauter, dessen Meinung sie schätzt, wenn sie wiederholt durch ihre temperamentvolle Art mit den anderen Bewohnern der Kleistvilla aneckt. Nach der 10. Klasse erwägt sie, die Schule abzubrechen, während eines Praktikums in der Gemeinschaftspraxis beginnt sie sich aber stark für die Arbeit im medizinischen Labor zu interessieren. Dies motiviert sie, doch ihr Abitur zu machen.

### Dr. Yasmin Wolf
Dr. Yasmin Wolf war von Hatzfelds Kollegin in Tübingen. Als die Praxisgemeinschaft beschließt, die nach Piwis Wegzug freigewordenen Räumlichkeiten mit einem in Eisenach dringend benötigten medizinischen Labor auszufüllen, wird die Labormedizinerin auf von Hatzfelds Initiative hin eingestellt. Allerdings verlässt sie die Praxisgemeinschaft bereits nach kurzer Zeit wieder.

### Dr. Carolin Thelen
Dr. Carolin Thelen ist nach dem Weggang von Yasmin Wolf neu in der Praxis. Sie ist noch sehr jung, wodurch sie von so manchen Patienten nicht für kompetent erachtet wird, aber dennoch oft die richtige Diagnose stellt und auch das Krankheitsbild gut erklärt oder veranschaulicht. Sie bekommt sich anfangs häufiger mit Dr. von Hatzfeld in die Haare. Beide arbeiten aber dennoch gut zusammen und schließlich fühlt sie sich zu ihm hingezogen.

### Luisa Ewald
Luisa ist Tanjas ältere Tochter. Sie ist zwei Jahre älter als Lotte und war zwölf, als sich Tanja von ihrem ersten Ehemann getrennt hatte. Luisa blieb nach der Trennung bei ihrem Vater und zog mit diesem nach Berlin. Aufgrund ihrer Einladung zu Christians und Tanjas Hochzeit kommt sie nach Eisenach. Ihr Verhältnis zu Tanja ist zunächst unterkühlt, da sie ihrer Mutter die Schuld an der Trennung der Eltern gibt. Nachdem ihr Tanja die Hintergründe der Trennung erläutert hat, versöhnen sich die beiden. Luisa bleibt in Eisenach und lebt sich schnell in der Großfamilie ein.

## Besetzung

### Hauptdarsteller
Staffeln als Hauptdarsteller (●)
Staffeln als Nebendarsteller (●)
|                         |                                                              |                                              | Staffel | Staffel | Staffel | Staffel | Staffel | Staffel | Staffel | Staffel | Staffel |           | |
| Schauspieler            | Rollenname                                                   | Folgen                                       | 1       | 2       | 3       | 4       | 5       | 6       | 7       | 8       | 9       | Jahre     | Rollenbeschreibung |
| ----------------------- | ------------------------------------------------------------ | -------------------------------------------- | ------- | ------- | ------- | ------- | ------- | ------- | ------- | ------- | ------- | --------- | --- |
| Francis Fulton-Smith    | Dr. Christian Kleist                                         | 1–129                                        | ●       | ●       | ●       | ●       | ●       | ●       | ●       | ●       | ●       | 2004–2020 | Internist; Neffe von Johannes; Witwer von Susanne und Marlene; Ex-Lebensgefährte von Anna; Lebensgefährte von Tanja; Vater von Lisa, Piwi und Paul; Adoptivvater von Clara; Großvater von Rosalie und Ben |
| Marie Seiser            | Dr. Lisa Kleist                                              | 1–27, 37–81                                  | ●       | ●       | ●       | ●       | ●       | ●       |         |         |         | 2004–2017 | Gynäkologin; Tochter von Susanne und Christian; Stieftochter von Marlene; Schwester von Piwi; Halbschwester von Paul; Adoptivschwester von Clara; Ex-Ehefrau von Michael; Ex-Affäre von Timo; Mutter von Rosalie lebte vorübergehend auf Neuseeland; zieht mit Rosalie nach Paris                                                        |
| David Bode              | Peter „Piwi“ Kleist                                          | 1–35                                         | ●       | ●       | ●       |         |         |         |         |         |         | 2004–2009 | Physiotherapeut; Sohn von Susanne und Christian; Stiefsohn von Marlene; Bruder von Lisa; Halbbruder von Paul; Adoptivbruder von Clara; Ex-Freund von Nadja und Nele; Ehemann von Anke; Lebensgefährte von Urs; Vater von Ben lebte vorübergehend in einem Sportinternat in Garmisch-Partenkirchen; zieht mit Anke und Ben in die Schweiz |
| Meo Wulf                | Peter „Piwi“ Kleist                                          | 53–99, 111–113, 118, 124–125, 128–129        |         |         |         |         | ●       | ●       | ●       | ●       | ●       | 2013–2020 | Physiotherapeut; Sohn von Susanne und Christian; Stiefsohn von Marlene; Bruder von Lisa; Halbbruder von Paul; Adoptivbruder von Clara; Ex-Freund von Nadja und Nele; Ehemann von Anke; Lebensgefährte von Urs; Vater von Ben lebte vorübergehend in einem Sportinternat in Garmisch-Partenkirchen; zieht mit Anke und Ben in die Schweiz |
| Ulrich Pleitgen         | Johannes Kleist †                                            | 1–52                                         | ●       | ●       | ●       | ●       |         |         |         |         |         | 2004–2011 | Apotheker; Onkel von Christian; Vater von Klaus; Großvater von Julia; Ehemann von Inge stirbt mit Marlene bei einem Autounfall |
| Uta Schorn              | Inge Kleist, geb. März 1                                     | 1–65, 67, 73–75, 82–129                      | ●       | ●       | ●       | ●       | ●       | ●       | ●       | ●       | ●       | 2004–2020 | Tochter von Elisabeth; Tante von Jan; Witwe von Johannes; Lebensgefährtin von Bernd zog aufgrund einer Allergie vorübergehen mit Bernd nach Marokko |
| Christina Plate         | Marlene Kleist, geb. Holstein 2 †                            | 1–52                                         | ●       | ●       | ●       | ●       |         |         |         |         |         | 2004–2011 | Direktorin; Halbschwester von Monika; Ex-Ehefrau von Dieter; Ehefrau von Christian; Mutter von Gregor und Paul; Stiefmutter von Lisa und Piwi; Tante und Adoptivmutter von Clara stirbt mit Johannes bei einem Autounfall |
| Winnie Böwe             | Nora Mann                                                    | 14–129                                       |         | ●       | ●       | ●       | ●       | ●       | ●       | ●       | ●       | 2006–2020 | Sprechstundenhilfe; Tochter von Sabine und Friedrich; Ehefrau von Markus, Mutter von Leonie |
| Lisa-Marie Koroll       | Clara Kleist vormals Hofer 3                                 | 16–85, 90–93, 97, 100–105, 111–113, 118, 125 |         | ●       | ●       | ●       | ●       | ●       | ●       | ●       | ●       | 2006–2020 | Tochter von Monika und Justus; Nichte von Marlene; Adoptivtochter von Marlene und Christian; Adoptivschwester von Lisa, Piwi und Paul; Freundin von Yannick besuchte ihren Vater in Kanada; zieht nach Warendorf, um dort eine Ausbildung zur Pferdewirtin zu machen                                                                     |
| N. N.                   | Paul Kleist                                                  | 27–39                                        |         |         | ●       |         |         |         |         |         |         | 2008–2009 | Sohn von Marlene und Christian; Halbbruder von Gregor, Lisa und Piwi; Adoptivbruder von Clara |
| Corbinian Schlegelmilch | Paul Kleist                                                  | 40–52                                        |         |         |         | ●       |         |         |         |         |         | 2010–2011 | Sohn von Marlene und Christian; Halbbruder von Gregor, Lisa und Piwi; Adoptivbruder von Clara |
| Niklas Berndt           | Paul Kleist                                                  | 53–65                                        |         |         |         |         | ●       |         |         |         |         | 2013–2014 | Sohn von Marlene und Christian; Halbbruder von Gregor, Lisa und Piwi; Adoptivbruder von Clara |
| Julian König            | Paul Kleist                                                  | 66–129                                       |         |         |         |         |         | ●       | ●       | ●       | ●       | 2016–2020 | Sohn von Marlene und Christian; Halbbruder von Gregor, Lisa und Piwi; Adoptivbruder von Clara |
| Luca Zamperoni          | Dr. Michael Georg Friedrich Sandmann-Kleist, geb. Sandmann 4 | 40–129                                       |         |         |         | ●       | ●       | ●       | ●       | ●       | ●       | 2010–2020 | Kardiologe; Ex-Ehemann von Lisa; Vater von Rosalie |
| Walter Plathe           | Bernd Spengler                                               | 40–65, 67, 73–75, 82, 86, 91–129             |         |         |         | ●       | ●       | ●       | ●       | ●       | ●       | 2010–2020 | ehemaliger Bürgermeister von Eisenach; Halbbruder von Anna; Ex-Ehemann von Valerie; Lebensgefährte von Inge zog vorübergehend mit Inge nach Marokko |
| Ursula Buschhorn        | Anna Schöller                                                | 53–78                                        |         |         |         |         | ●       | ●       |         |         |         | 2013–2016 | Anwältin; Halbschwester von Bernd; Ex-Lebensgefährtin von Christian zieht nach der Trennung von Christian nach München |
| Fabienne Haller         | Anke Stoll                                                   | 61–74, 79–99, 125, 129                       |         |         |         |         | ●       | ●       | ●       | ●       | ●       | 2014–2020 | Hotelfachangestellte; Tochter von Erika und Dieter; Ehefrau von Piwi; Mutter von Ben zog vorübergehend für eine Trainee-Stelle nach Singapur; zieht mit Piwi und Ben in die Schweiz |
| Tom Radisch             | Dr. Timotheus „Timo“ von Hatzfeld                            | 68–129                                       |         |         |         |         |         | ●       | ●       | ●       | ●       | 2016–2020 | Radiologe; Sohn von Irina und Alexander; Ex-Affäre von Lisa; Lebensgefährte von Carolin |
| Christina Athenstädt    | Tanja Ewald                                                  | 82–129                                       |         |         |         |         |         |         | ●       | ●       | ●       | 2017–2020 | Gynäkologin; Ex-Ehefrau von Holger; Lebensgefährtin von Christian; Mutter von Lotte und Luisa |
| Anne Sophie Triesch     | Charlotte „Lotte“ Ewald                                      | 87–129                                       |         |         |         |         |         |         | ●       | ●       | ●       | 2017–2020 | Tochter von Tanja und Holger; Ex-Freundin von Lennard |
| Artemis Chalkidou       | Dr. Yasmin Wolf                                              | 103–113                                      |         |         |         |         |         |         |         | ●       |         | 2018–2019 | Labormedizinerin |
| Diane Willems           | Dr. Carolin Thelen                                           | 115–129                                      |         |         |         |         |         |         |         |         | ●       | 2019–2020 | Allgemeinmedizinerin; Lebensgefährtin von Timo |
| Pauline Angert          | Luisa Ewald                                                  | 117–129                                      |         |         |         |         |         |         |         |         | ●       | 2019–2020 | Tochter von Tanja und Holger |

### Nebendarsteller
| Schauspieler             | Rollenname                            | Folgen                                   | Staffeln | Jahre      | Bemerkungen |
| ------------------------ | ------------------------------------- | ---------------------------------------- | -------- | ---------- | --- |
| Martin Goeres            | Gregor Holstein                       | 1–9, 13, 45                              | 1, 4     | 2004, 2010 | Sohn von Marlene und Dieter; Halbbruder von Paul wandert nach Australien aus                                   |
| Simone von Zglinicki     | Dr. Verena Klein                      | 1–26                                     | 1–2      | 2004–2006  | Gynäkologin; gute Freundin von Marlene                                                                         |
| Aline Hochscheid         | Remanka Walter                        | 1–6, 10–11, 14–18, 23–26, 30, 36, 38, 51 | 1–4      | 2004–2011  | Polizistin |
| Mathias Herrmann         | Klaus Kleist                          | 2–5, 8, 11                               | 1        | 2004       | Apotheker; Sohn von Johannes; Vater von Julia zieht nach Südafrika                                             |
| Teresa Weißbach          | Nina Wertheimer                       | 2–12                                     | 1        | 2004       | Sprechstundenhilfe; Tochter von Bernd                                                                          |
| Alexandra Scheidt        | Sara Baum                             | 2–5, 10–14, 19, 21, 23–27                | 1–3      | 2004–2008  | Tochter von Erwin und Carola; gute Freundin von Lisa                                                           |
| Bernd Herzsprung         | Erwin Baum                            | 2–26                                     | 1–2      | 2004–2006  | ehemaliger Bürgermeister von Eisenach; Ehemann von Carola; Vater von Sara                                      |
| Angela Hobrig            | Carola Baum                           | 2, 14, 26–27                             | 1–3      | 2004–2008  | Ehefrau von Erwin; Mutter von Sara                                                                             |
| Dieter Montag            | Bernd Wertheimer                      | 3–4, 12, 17                              | 1–2      | 2004–2006  | Vater von Nina geht auf Weltreise                                                                              |
| Caroline Schneider       | Julia Kleist                          | 8                                        | 1        | 2004       | Tochter von Klaus; Enkelin von Johannes                                                                        |
| Lina Schuller            | Julia Kleist                          | 27, 30–39                                | 3        | 2008–2009  | Tochter von Klaus; Enkelin von Johannes                                                                        |
| Alexander Höchst         | Dr. Marius Berg                       | 10–13, 23, 31, 52                        | 1–4      | 2004–2011  | Arzt im Eisenacher Krankenhaus                                                                                 |
| Verena Klein             | Ingrid Biber                          | 14–40, 44                                | 2–4      | 2006–2010  | Apothekerin übernimmt eine andere Apotheke und macht sich damit selbstständig                                  |
| Lea Eisleb               | Nele Järisch                          | 32–35                                    | 3        | 2008–2009  | Tochter von Brigitte; Ex-Freundin von Piwi zieht nach einer Fehlgeburt um Abstand zu gewinnen nach England     |
| Katharina Schubert       | Leonie Sturm                          | 33–36                                    | 3        | 2008–2009  | Stalkerin von Christian begibt sich in psychologische Behandlung                                               |
| Katharina Abt            | Valerie Spengler                      | 40–52                                    | 4        | 2010–2011  | Verwaltungschefin des Eisenacher Krankenhaus; Ex-Ehefrau von Bernd                                             |
| Jolina Herz              | Rosalie Kleist                        | 53–65                                    | 5        | 2013–2014  | Tochter von Lisa und Michael, Enkelin von Christian zog vorübergehend mit Lisa nach Paris                      |
| Helena Ansorg            | Rosalie Kleist                        | 67–81                                    | 6        | 2016–2017  | Tochter von Lisa und Michael, Enkelin von Christian zog vorübergehend mit Lisa nach Paris                      |
| Nelly Hoffmann           | Rosalie Kleist                        | 98–129                                   | 8–9      | 2018–2020  | Tochter von Lisa und Michael, Enkelin von Christian zog vorübergehend mit Lisa nach Paris                      |
| Helene Luise Doppler     | Lauri Müller                          | 65                                       | 5        | 2014       | Enkelin von Hans; Tochter von Sandra; Schwester von Timo; Mitglied der Band Pink Slip; gute Freundin von Clara |
| Gina Stiebitz            | Lauri Müller                          | 66–77                                    | 6        | 2016       | Enkelin von Hans; Tochter von Sandra; Schwester von Timo; Mitglied der Band Pink Slip; gute Freundin von Clara |
| Helena Siegmund-Schultze | Sabrina                               | 66–79                                    | 6        | 2016       | Mitglied der Band Pink Slip; gute Freundin von Clara                                                           |
| Jonathan Beck            | Yannick Holtmann                      | 67–68, 70, 78–79, 82–83, 89, 93          | 6–7      | 2016–2018  | Freund von Clara                                                                                               |
| Stephan Bürgi            | Professor Bender                      | 68, 72, 74–75, 85, 87–89, 92, 94, 96     | 6–7      | 2016–2018  | Klinikleiter des Eisenacher Krankenhaus; Vater von Dorothee                                                    |
| Laura Heich              | Susi Wagner                           | 68–97                                    | 6–7      | 2016–2018  | Sprechstundenhilfe                                                                                             |
| Dagmar Poppy             | Edeltraud                             | 71–95                                    | 6–7      | 2016–2018  | Sprechstundenhilfe                                                                                             |
| Matthis Anton Tierling   | Benjamin „Ben“ Kleist vormals Stoll 5 | 82–99                                    | 7–8      | 2017–2018  | Sohn von Piwi und Anke; Enkel von Christian, Erika und Dieter zieht mit Anke und Piwi in die Schweiz           |
| Lukas und Samuel Jordan  | Benjamin „Ben“ Kleist vormals Stoll 5 | 129                                      | 9        | 2020       | Sohn von Piwi und Anke; Enkel von Christian, Erika und Dieter zieht mit Anke und Piwi in die Schweiz           |
| Hedi Honert              | Dorothee Bender                       | 89–96                                    | 7        | 2018       | Assistenzärztin im Eisenacher Krankenhaus; Tochter von Professor Bender                                        |
| Daniel Littau            | Jan Dreves                            | 98–113                                   | 8        | 2018–2019  | Sprechstundenhilfe; Enkel von Lisbeth kündigt um seine Ausbildung zum Rettungsassistenten zu beenden           |
| Nicolas Wolf             | Mark Kirchner                         | 114–129                                  | 9        | 2019–2020  | Sprechstundenhilfe                                                                                             |
| Richard Kreutz           | Lennard „Lenny“ Krause                | 115–116, 119–121                         | 9        | 2019       | Ex-Freund von Lotte                                                                                            |
| Sina-Valeska Jung        | Miriam Reichardt                      | 120–121, 126, 129                        | 9        | 2019–2020  | Mutter von Finn                                                                                                |
| Hannes Gwiasda           | Finn Reichardt                        | 120–126, 129                             | 9        | 2019–2020  | Sohn von Miriam, Pflegesohn von Michael, Christian und Tanja                                                   |

### Wichtige Gastdarsteller
Für eine ausführliche Auflistung der Gastdarsteller siehe: Familie Dr. Kleist/Episodenliste
| Schauspieler          | Rollenname             | Folgen  | Staffeln | Jahre      | Bemerkungen                                                                       |
| --------------------- | ---------------------- | ------- | -------- | ---------- | --------------------------------------------------------------------------------- |
| Susanne Hoss          | Dr. Susanne Kleist     | 1       | 1        | 2004       | Ehefrau von Christian; Mutter von Lisa und Piwi                                   |
| Lars Pape             | Jan Schröder           | 10      | 1        | 2004       | Neffe von Inge                                                                    |
| Jeannette Arndt       | Monika Hofer           | 16      | 2        | 2006       | Halbschwester von Marlene; Mutter von Clara                                       |
| Elisabeth Wiedemann   | Elisabeth Ludwig       | 21      | 2        | 2006       | Mutter von Inge                                                                   |
| Theresa Schwierske    | Nadja Lerch            | 22      | 2        | 2006       | Tochter von Elke; Ex-Freundin von Piwi                                            |
| Janina Hartwig        | Elke Lerch             | 22      | 2        | 2006       | Mutter von Nadja                                                                  |
| Heike Thiem-Schneider | Brigitte Järisch       | 33–35   | 3        | 2008–2009  | Mutter von Nele                                                                   |
| Oliver Broumis        | Justus Schinkel        | 39, 85  | 3, 7     | 2009, 2017 | Vater von Clara                                                                   |
| Angelika Thomas       | Sabine Mann            | 39      | 3        | 2009       | Ex-Ehefrau von Friedrich; Mutter von Nora; Großmutter von Leonie                  |
| Jörn Knebel           | Markus Mann            | 61, 125 | 5, 9     | 2014, 2019 | Ehemann von Nora; Vater von Leonie                                                |
| Emilia Pieske         | Leonie Mann            | 61      | 5        | 2014       | Tochter von Nora und Markus; Enkelin von Sabine und Friedrich                     |
| Horst Janson          | Friedrich Mattes       | 61      | 5        | 2014       | Ex-Ehemann von Sabine; Witwer von Anneliese; Vater von Nora; Großvater von Leonie |
| Carolin Fink          | Erika Stoll            | 62, 97  | 5, 7     | 2014, 2018 | Ehefrau von Dieter; Mutter von Anke; Großmutter von Ben                           |
| Thomas Darchinger     | Dieter Stoll           | 62      | 5        | 2014       | Ehemann von Erika; Vater von Anke; Großvater von Ben                              |
| Christian Goebel      | Dieter Stoll           | 97      | 7        | 2018       | Ehemann von Erika; Vater von Anke; Großvater von Ben                              |
| Bennet Meyer          | Timo Müller            | 65      | 5        | 2014       | Enkel von Hans; Sohn von Sandra; Bruder von Lauri                                 |
| Andrea Lüdke          | Sandra Müller          | 65      | 5        | 2014       | Tochter von Hans; Mutter von Lauri und Timo                                       |
| Wolfgang Winkler      | Hans Müller            | 65      | 5        | 2014       | Vater von Sandra; Großvater von Lauri und Timo                                    |
| Wookie Mayer          | Irina von Hatzfeld     | 92      | 7        | 2018       | Ehefrau von Alexander, Mutter von Timo                                            |
| Reiner Schöne         | Alexander von Hatzfeld | 92, 127 | 7, 9     | 2018, 2020 | Ehemann von Irina; Vater von Timo                                                 |
| Franziska Troegner    | Lisbeth Hoffmann       | 109     | 8        | 2019       | Großmutter von Jan                                                                |
| Frederic Böhle        | Urs Burgener           | 128–129 | 9        | 2020       | Lebensgefährte von Piwi                                                           |

## Drehorte
Die Serie entstand und spielte in der thüringischen Stadt Eisenach und Umgebung.
Als Kulisse für die Hochzeit von Christian und Marlene in der dritten Staffel diente die Lutherkirche in Möhra. Die meisten Krankenhausszenen entstanden im St. Georg Klinikum Eisenach. Als Kulisse für die Schule, in der Marlene am Anfang der Serie tätig ist, diente das Martin-Luther-Gymnasium Eisenach. Christians und Johannes’ Angelausflüge in der ersten Staffel wurden direkt oberhalb der Werrabrücke Creuzburg gedreht. Die Innenaufnahmen der ab der sechsten Staffel geführten Gemeinschaftspraxis der Kleists entstanden im „Wartburghaus“ der Firma Vollack im Gewerbegebiet des Eisenacher Stadtteils Stedtfeld. Für die Außenaufnahmen der fiktiven Arztpraxis diente ein in den 1990er Jahren erbautes Haus in der Lauchergasse.

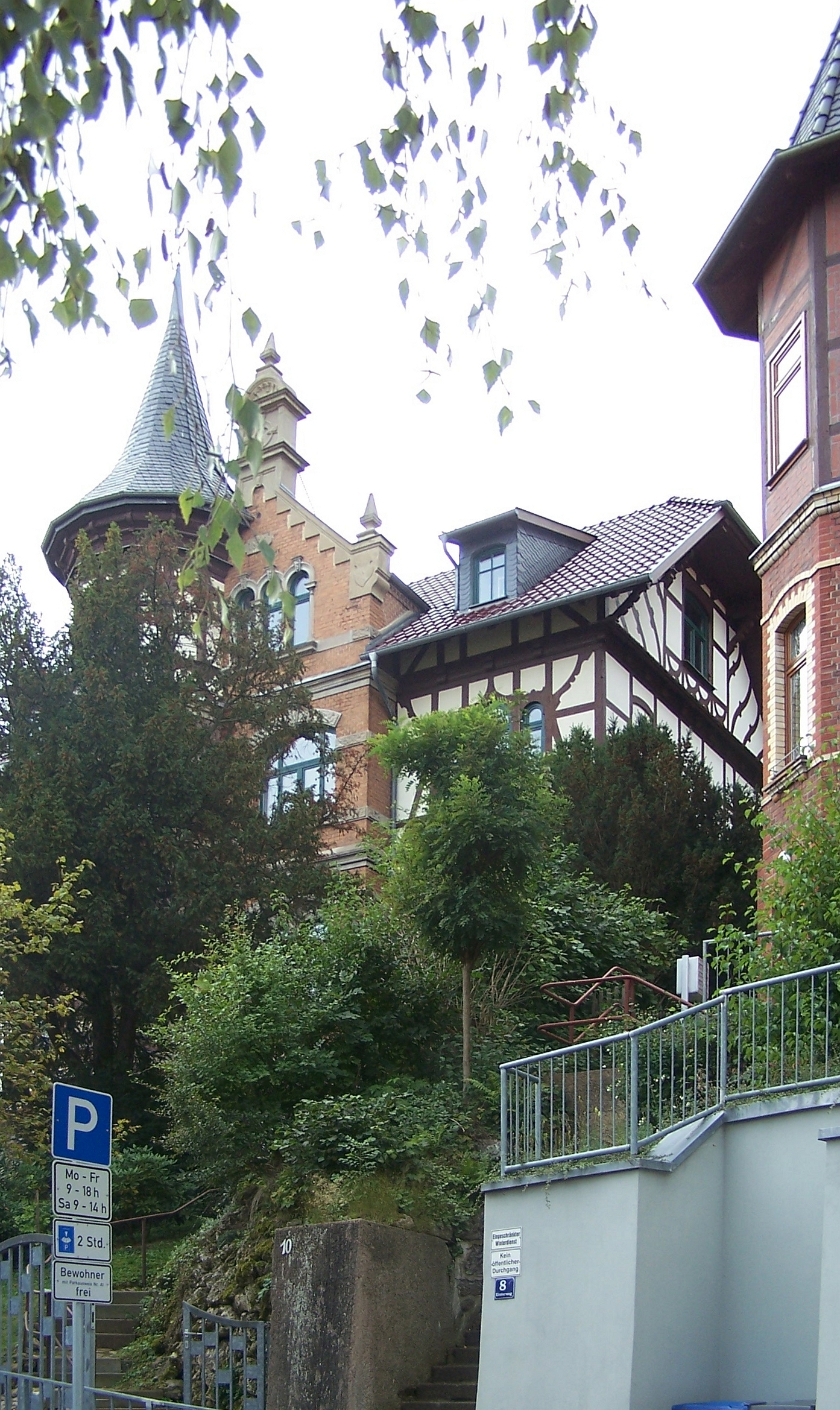
Die „Kleist-Villa“ der ersten Staffel am Klosterweg im Eisenacher Südviertel
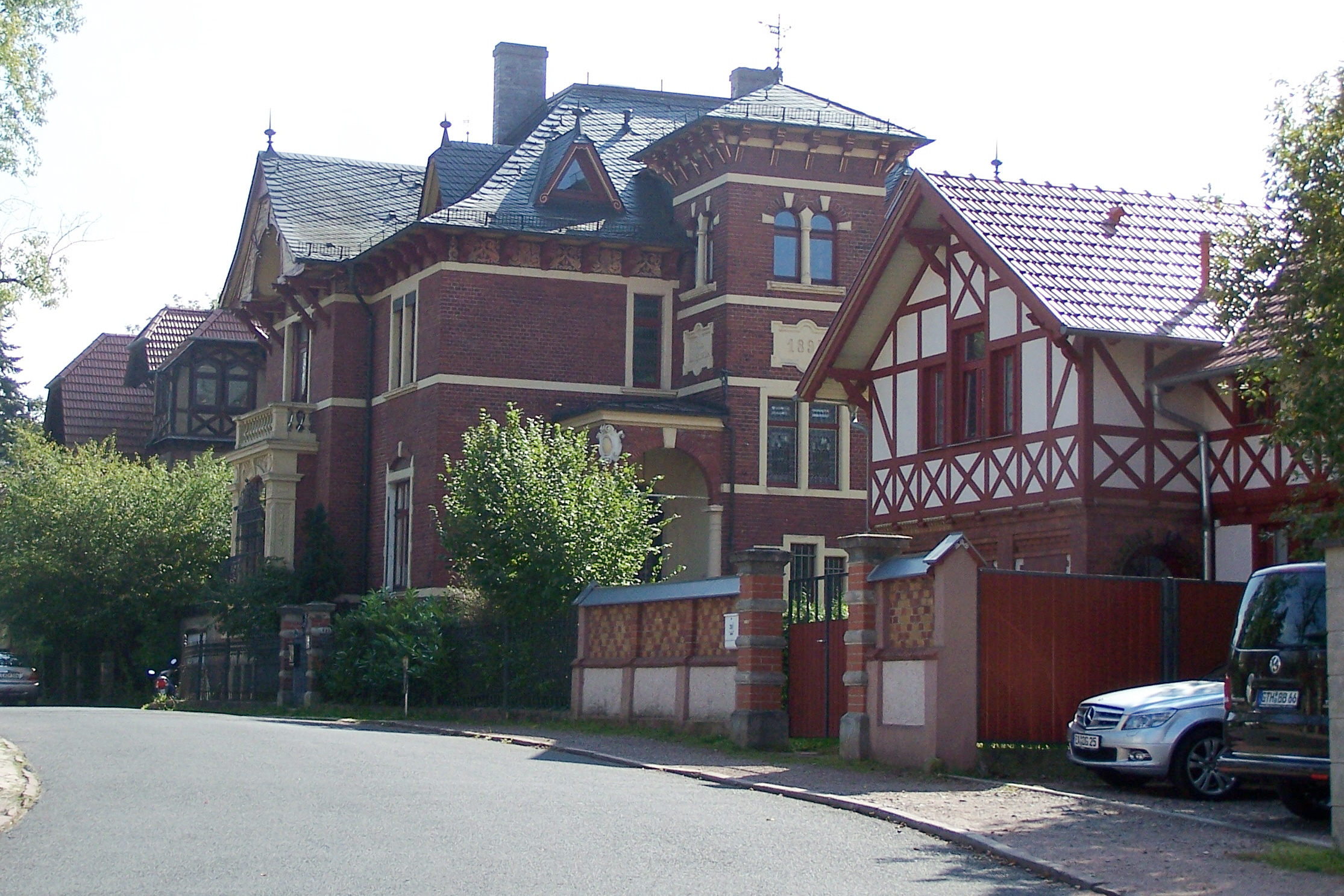
Die „Kleist-Villa“ der zweiten und dritten Staffel an der Fritz-Koch-Straße im Eisenacher Südviertel
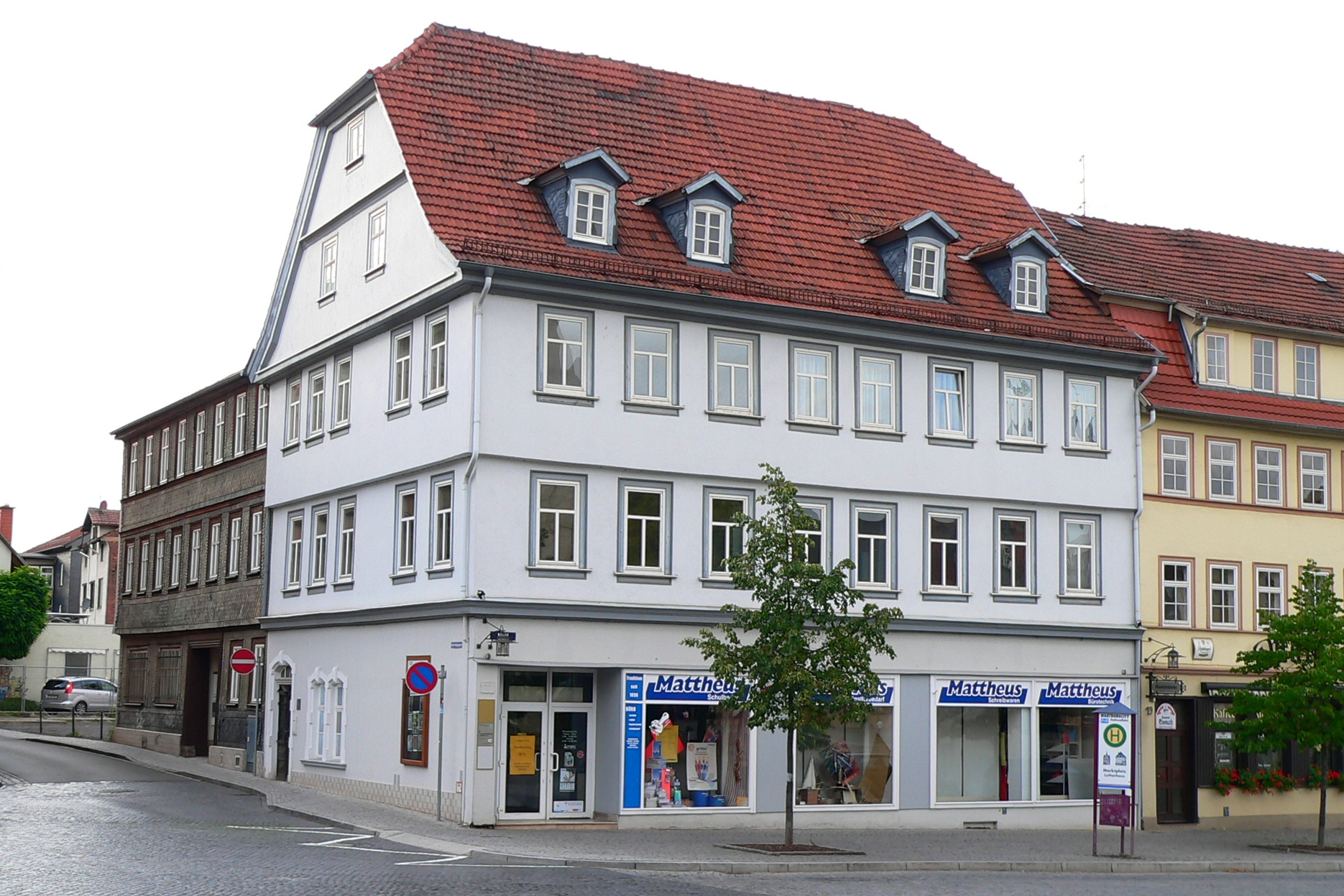
Markt 18 in Eisenach, die fiktive Arztpraxis der ersten fünf Staffeln befand sich im 1. Obergeschoss
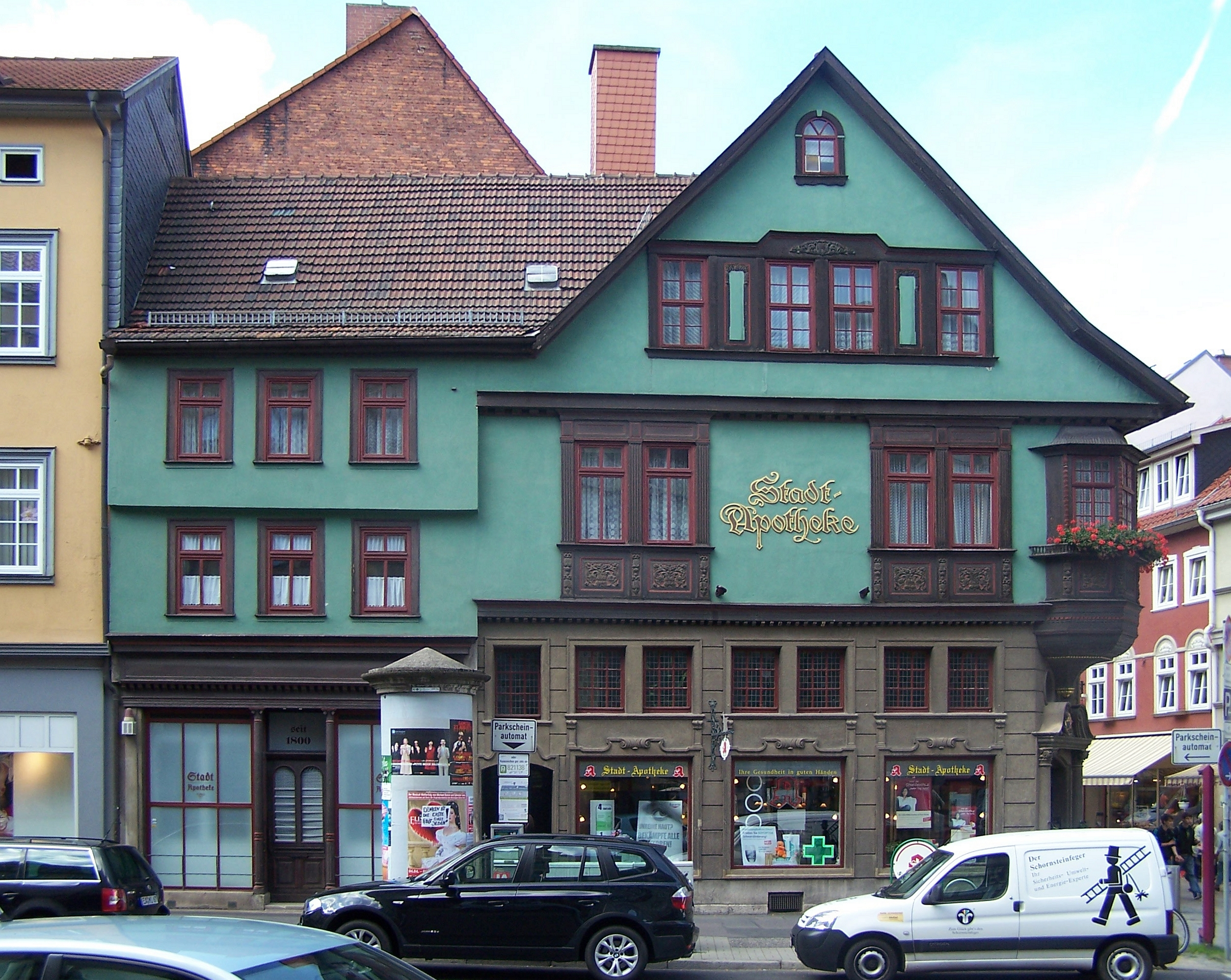
Die Stadtapotheke wurde in den ersten vier Staffeln von Johannes Kleist geführt
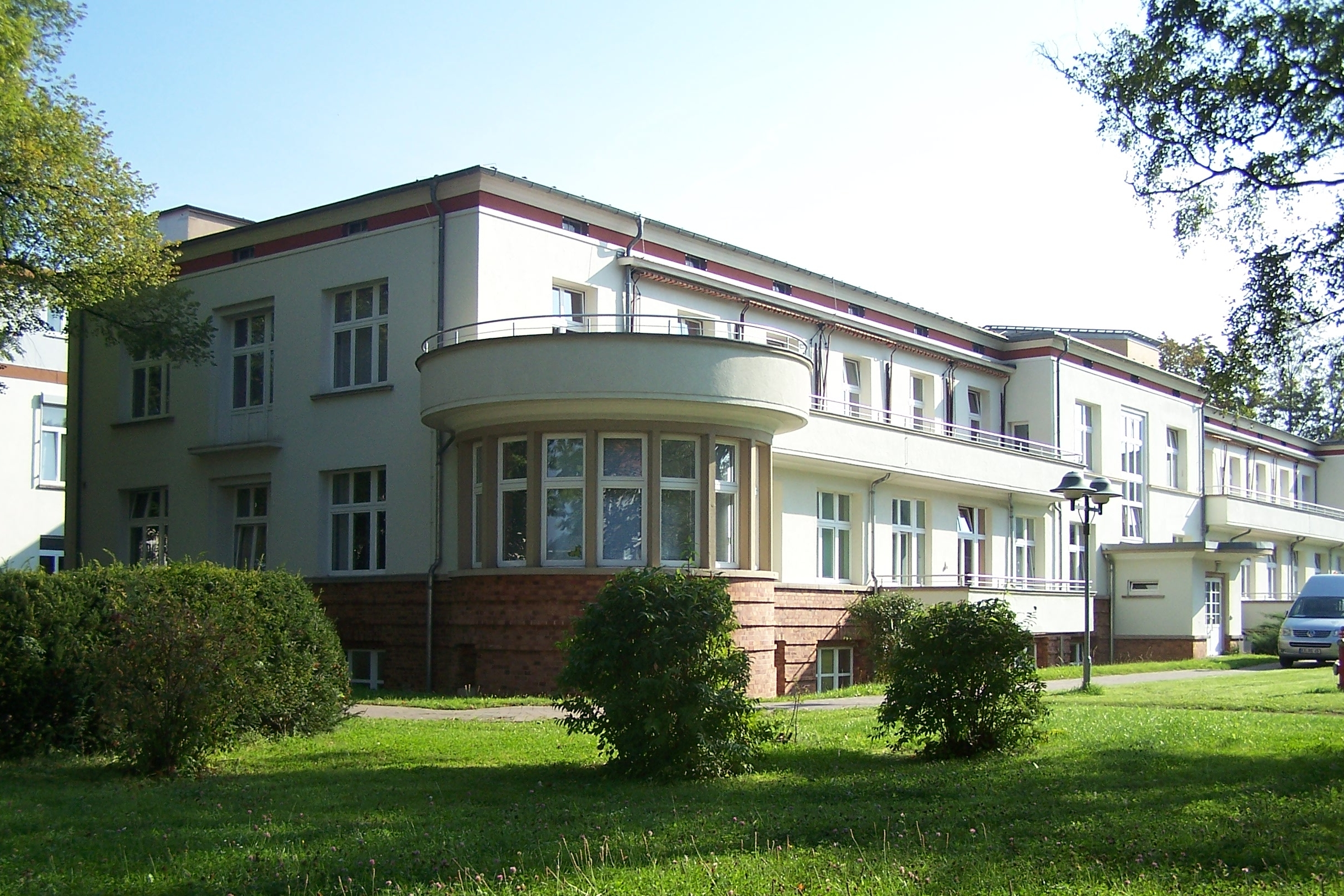
Das St. Georg Klinikum diente als Kulisse für das Krankenhaus
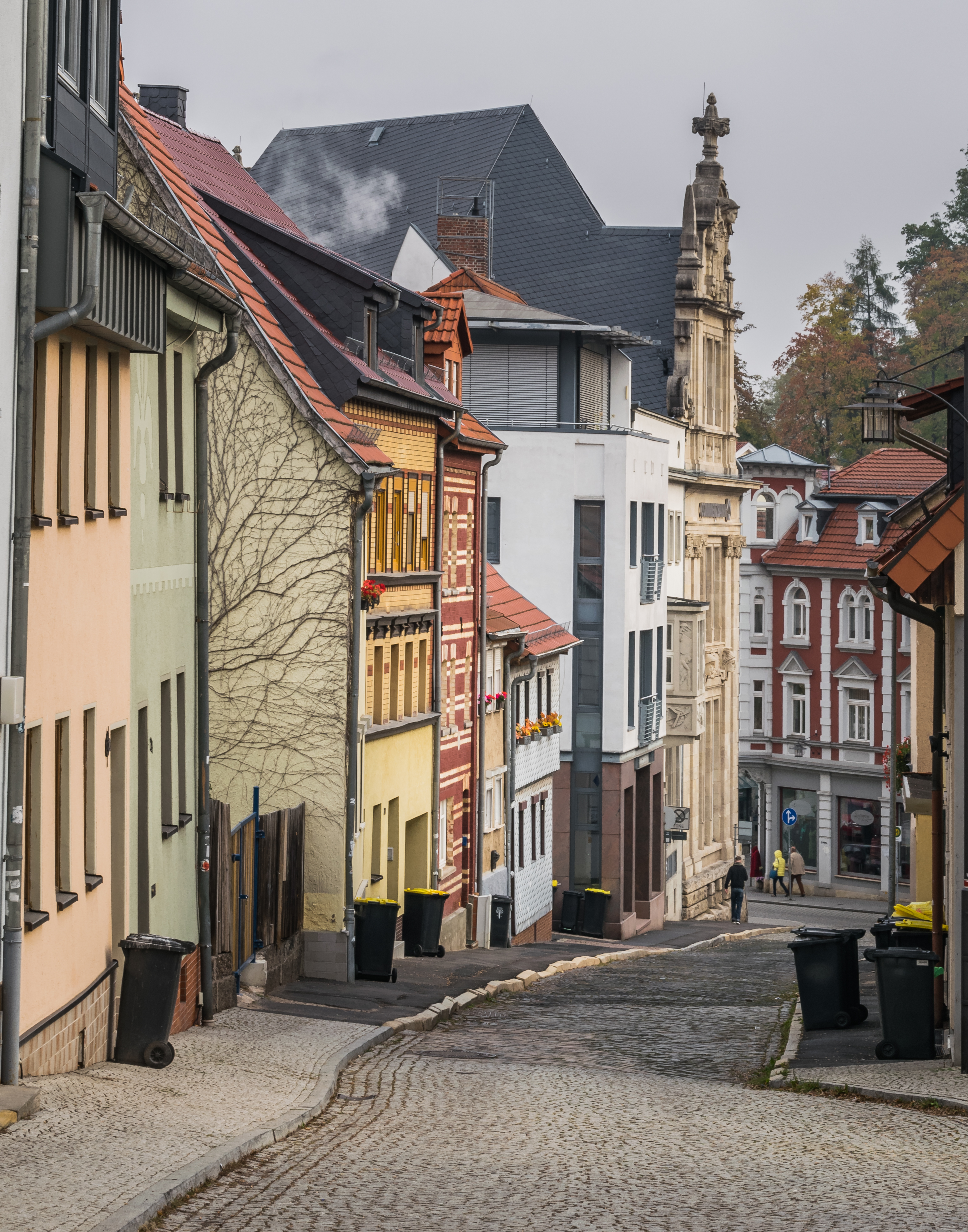
Die Lauchergasse in Eisenachs Stadtzentrum; das moderne Gebäude in der Bildmitte diente ab Staffel 6 als Außenkulisse der Praxis

## Kritiken
Der WDR-Rundfunkrat stellte die Serie in eine Reihe von „etwas verstaubten und altbackenen“ Produktionen, auf die man „in Zukunft auch gern zugunsten von Formaten für eine jüngere Zielgruppe verzichten“ könne.

## Merchandise
Die ersten drei Staffeln der Serie sind auf DVD in 3 DVD-Boxen im Verlag ARD-Video erschienen. Dabei umfasst jede Box vier DVDs und enthält eine vollständige Staffel:
- Staffel 1: Folgen 1–13, erschienen am 30. Mai 2007,
- Staffel 2: Folgen 14–26, erschienen am 30. April 2008,
- Staffel 3: Folgen 27–39, erschienen am 26. November 2008.

Außerdem sind alle Episoden auf jeweils einer 3-Staffel-Box erhältlich:
- Box 1: Staffel 1–3, erschienen am 20. November 2020,
- Box 2: Staffel 4–6, erschienen am 19. November 2021,
- Box 3: Staffel 7–9, erschienen am 27. Mai 2022.

Es sind zwei Bücher zur Serie veröffentlicht worden. Die Titel lauten Aufbruch in ein neues Leben (Autorin: Carina Martinez) und Umwege der Liebe (Autorin: Kerstin Evers).

## Audiodeskription
Seit der 5. Staffel wurde die Serie für Blinde und Sehbehinderte auch als Hörfilmfassung ausgestrahlt.